# Statue des Schreibers Heti
Die Statue des Schreibers Heti aus dem Alten Reich gehört zur ägyptischen Sammlung des Roemer- und Pelizaeus-Museum Hildesheim (Inventarnummer 2407).
Schreiberfiguren tauchen das erste Mal in der 4. Dynastie auf. Der Statuentyp des Schreibers ist bis weit in das 1. Jahrtausend v. Chr. belegt. Die Statue des Schreibers ist das Idealbild eines Verwaltungsbeamten. Der Schreiber genoss auf Grund seiner intellektuellen Fähigkeiten und damit seiner beruflichen Position hohes Ansehen.
Heti amtierte als Vorsteher der Schreiber in der juristischen Abteilung der Wesirsverwaltung.

## Fundort und Datierung
Die Statue wurde zusammen mit weiteren Figuren 1914 in seiner stark zerstörten Grabanlage auf dem Westfriedhof von Gizeh gefunden und wird in die späte 5. Dynastie um 2300 v. Chr. datiert.

## Darstellung
Die Statue ist 52 cm hoch und 37,3 cm breit bei einer Tiefe von 26 cm. Sie besteht aus Kalkstein und weist teilweise noch Bemalungsreste auf.
Heti sitzt in klassischer Haltung eines Schreibers mit untergeschlagenen Beinen auf einer rechteckigen Basis ohne Beschriftung. Name und Titel sind von weiteren Statuen bekannt.
Zu seiner Tracht gehören der knielange Kurzschurz mit breitem Gürtel und eine detailreich ausgeführte Lockenperücke, die seine Ohren bedeckt. Über der gesamten Schurzfläche hat Heti eine Papyrusrolle ausgelegt, deren beide Enden eingerollt sind. In der aufgestellten rechten Hand, die sich in Schreibbereitschaft befindet, hält er ein gesondert eingesetztes Schreibgerät aus Metall, das nicht erhalten ist. Der kurze Hals und der gedrungene Oberkörper bilden einen deutlichen Gegensatz zu den breiten Schultern und den langen zarten Gliedern. Der Grabherr strahlt eine eindrucksvolle Ruhe aus, der Blick ist geradeaus gerichtet, um das Geschehen in der Kultkammer zu verfolgen, in der seine beständige Versorgung gewährleistet wird.
Die Statue wirkt lebensecht, obwohl die Füße eine ungewöhnliche Haltung aufweisen.